# Anthessius proximus
Anthessius proximus is een eenoogkreeftjessoort uit de familie van de Anthessiidae. De wetenschappelijke naam van de soort is voor het eerst geldig gepubliceerd in 1963 door Stock, Humes & Gooding.